# Della (Vorname)
Della ist ein weiblicher Vorname.

## Herkunft und Bedeutung
Der Name ist die englische Verkleinerungsform von Adela oder Adelaide. Varianten sind Addie, Addy und Delia.

## Bekannte Namensträgerinnen
- Della Gould Emmons (1890–1983), US-amerikanische Schriftstellerin
- Della Griffin (1922–2022), US-amerikanische Jazzsängerin und Schlagzeugerin
- Della Jones (* 1946), walisische Opern- und Konzertsängerin (Mezzosopran).
- Della Lee, singapurische Squashspielerin
- Della Miles, Sängerin, Interpretin und Songwriterin
- Della Pascoe (1949–2023), britische Sprinterin
- Della H. Raney (1912–1987), US-amerikanische Registered Nurse (Krankenschwester)
- Della Reese (1931–2017), US-amerikanische Jazz- und Blues-Sängerin und Filmschauspielerin